# Громовик
Громовик (Onosma) — рід квіткових рослин родини шорстколистих (Boraginaceae). Рід налічує 227 видів, які ростуть у Північній Африці та Євразії. Вони ростуть у сухих сонячних місцях існування з кам'янистим піщаним субстратом. Деякі популярні як альпінарії. Систематика неясна, група потребує вивчення та перегляду.

## Морфологічна характеристика
Це трави дворічні або багаторічні, рідше напівкущі. Листки на ніжках чи сидячі, по краю цілі. Квітки актиноморфні, квітконосні чи сидячі. Чашечка розділена до або майже до основи; часток 5, лінійних або лінійно-ланцетних, рівних. Віночок блакитний, жовтий, рідко білий або червоний, трубчасто-дзвониковий. Горішків 4, прямовисних, яйцеподібно-трикутних, довжина та ширина однакові.

## В Україні
В Україні ростуть: громовик пісковий, громовик дніпровський, Onosma cinerea, громовик Візіяні, громовик жорсткий, громовик різнобарвний, громовик ряснолистий, громовик простий, громовик фарбувальний.